# Château du Besset
Pour les articles homonymes, voir Besset (homonymie).
Le château du Besset est un château de la Haute-Loire, dans la commune de Tence, au sud du village. Il a été largement reconstruit au XIXe siècle et figure aux monuments historiques.

## Histoire
Les seigneurs de Besset sont attestés dès le XIIIe siècle.
Durant les guerres de Religion, le château de Besset a joué un rôle important dans la lutte contre les protestants dans la région de Tence.
Le château de Besset a été inscrit monument historique le 30 septembre 1991.

## Architecture
Le donjon carré a été construit au XIVe siècle et constitue la partie ancienne du château. Il comporte une pièce à chaque niveau. Le logis a été très agrandi au XIXe siècle. Il est divisé en quatre pièces à chaque étage et le rez-de-chaussée comporte une grande salle voûtée. Le donjon est à son angle nord-est et son angle sud-est est cantonné par une tour ronde renfermant un escalier en vis
Les bâtiments assurant les liaisons entre la tour et le corps de logis et entre le donjon et la tour, sont des ajouts du XVIIIe siècle et du XIXe siècle.